# Константин-Алексиос, принц Греции и Дании
Его королевское высочество Константин-Алексиос, принц Греции и Дании (англ. Prince Constantine-Alexios of Greece and Denmark, греч. Ο Κωνσταντίνος - Αλέξιος πρώην Πρίγκιπας της Ελλάδας; род. 29 октября 1998, колледж Уайл Корнелл Медикал, Нью-Йорк) — старший сын греческого принца Павла и его супруги кронпринцессы Мари-Шанталь.
По линии отца является внуком короля Константина II и королевы Анны-Марии, которые были последними монархами Греции вплоть до падения монархии в 1973 году. После смерти деда 10 января 2023 года стал наследником главы королевского дома Греции. Среди предков по отцовской линии выделяются короли Дании Кристиан IX и Фредерик IX, королева Великобритании Виктория и русская великая княгиня Ольга Константиновна. Де-юре Константин-Алексиос является в первую очередь законным принцем Дании, однако его титул учтивости как принца Греции признаётся другими королевскими семьями.

## Биография
Родился 29 октября 1998 года в городе Нью-Йорке. По отцовской линии он принадлежит к королевским семьям Дании и Греции. Его мать — Мари-Шанталь, урождённая Мария Шанталь Миллер, дочь американского миллиардера Роберта Уоррена Миллера. 15 апреля 1999 года был крещён в православие архиепископом Фиатирским Григорием (Феохарусом-Хадзитофи) в Софийском соборе в Лондоне. Его крёстными стали: принц Греции и Дании Николай, принцесса Александра фон Фюрстенберг, принц Астурийский Филипп, кронпринц Дании Фредерик, кронпринцесса Швеции Виктория, принц Уильям Уэльский, принц Югославии Димитрий Карагеоргиевич и друг семьи Дорис Роббс (Doris Robbs).
У Константина-Алексиоса есть старшая сестра принцесса Мария-Олимпия (род. 25 июля 1996) и три младших брата — Ахилес-Андреас (род. 12 августа 2000), Одиссеас-Кимон (род. 17 сентября 2004) и Аристидис-Ставрос (род. 29 июня 2008). Приходится двоюродным братом по линии матери принцессе Талите фон Фюрстенберг.
Проживал вместе с родителями в Нью-Йорке, где его отец принц Павел работал в качестве консультанта по инвестициям. В 2004 году вместе с семьёй переехал на жительство в Лондон.
Учился в подготовительной школе Уэтерби в районе Вестминстер, а позднее в частном Веллингтонском колледже в городе Крауторн, графстве Беркшир. В мае 2022 года окончил Джорджтаунский университет.

## Награды
- Кавалер Большого креста ордена Спасителя